# Al-Mufid
Abu 'Abd Allah Muhammad ibn Muhammad ibn al-Nu'man al-'Ukbari al-Baghdadi, også kendt som al-Sheik al-Mufid og Ibn al-Mu'allim, (ca. 948-1022) var en prominent Shia lærd, der er bedst kendt for sine værker Al-Amali og Kitāb al-Irshād. Sidstnævnte bog er siden blevet oversat til engelsk "Kitab Al-Irshad: The Book of Guidance into the Lives of the Twelve Imams" af den kendte islamforsker I. K. A. Howard.